# Saint-Georges-de-Reneins
Saint-Georges-de-Reneins és un municipi francès situat al departament del Roine i a la regió d'Alvèrnia-Roine-Alps. L'any 2007 tenia 4.135 habitants.

## Demografia

### Població
El 2007 la població de fet de Saint-Georges-de-Reneins era de 4.135 persones. Hi havia 1.640 famílies de les quals 418 eren unipersonals (197 homes vivint sols i 221 dones vivint soles), 528 parelles sense fills, 576 parelles amb fills i 118 famílies monoparentals amb fills.
La població ha evolucionat segons el següent gràfic:
Habitants censats

### Habitatges
El 2007 hi havia 1.785 habitatges, 1.650 eren l'habitatge principal de la família, 44 eren segones residències i 91 estaven desocupats. 1.301 eren cases i 474 eren apartaments. Dels 1.650 habitatges principals, 1.022 estaven ocupats pels seus propietaris, 584 estaven llogats i ocupats pels llogaters i 43 estaven cedits a títol gratuït; 23 tenien una cambra, 119 en tenien dues, 297 en tenien tres, 452 en tenien quatre i 759 en tenien cinc o més. 1.254 habitatges disposaven pel capbaix d'una plaça de pàrquing. A 713 habitatges hi havia un automòbil i a 784 n'hi havia dos o més.

### Piràmide de població
La piràmide de població per edats i sexe el 2009 era:
| Homes | Edats   | Dones |
| ----- | ------- | ----- |
| 0     | 95 o +  | 0     |
| 4     | 90 a 94 | 36    |
| 4     | 85 a 89 | 32    |
| 16    | 80 a 84 | 24    |
| 76    | 75 a 79 | 36    |
| 76    | 70 a 74 | 80    |
| 92    | 65 a 69 | 92    |
| 92    | 60 a 64 | 112   |
| 112   | 55 a 59 | 88    |
| 112   | 50 a 54 | 112   |
| 104   | 45 a 49 | 152   |
| 140   | 40 a 44 | 164   |
| 156   | 35 a 39 | 148   |
| 144   | 30 a 34 | 132   |
| 120   | 25 a 29 | 136   |
| 56    | 20 a 24 | 92    |
| 120   | 15 a 19 | 140   |
| 136   | 10 a 14 | 148   |
| 176   | 5 a 9   | 152   |
| 140   | 0 a 4   | 100   |

## Economia
El 2007 la població en edat de treballar era de 2.651 persones, 2.039 eren actives i 612 eren inactives. De les 2.039 persones actives 1.882 estaven ocupades (1.005 homes i 877 dones) i 157 estaven aturades (60 homes i 97 dones). De les 612 persones inactives 236 estaven jubilades, 201 estaven estudiant i 175 estaven classificades com a «altres inactius».

### Ingressos
El 2009 a Saint-Georges-de-Reneins hi havia 1.648 unitats fiscals que integraven 4.246,5 persones, la mediana anual d'ingressos fiscals per persona era de 18.922 €.

### Activitats econòmiques
Dels 260 establiments que hi havia el 2007, 2 eren d'empreses extractives, 6 d'empreses alimentàries, 3 d'empreses de fabricació de material elèctric, 1 d'una empresa de fabricació d'elements pel transport, 20 d'empreses de fabricació d'altres productes industrials, 51 d'empreses de construcció, 49 d'empreses de comerç i reparació d'automòbils, 10 d'empreses de transport, 15 d'empreses d'hostatgeria i restauració, 4 d'empreses d'informació i comunicació, 9 d'empreses financeres, 14 d'empreses immobiliàries, 31 d'empreses de serveis, 25 d'entitats de l'administració pública i 20 d'empreses classificades com a «altres activitats de serveis».
Dels 83 establiments de servei als particulars que hi havia el 2009, 1 era una oficina de correu, 2 oficines bancàries, 2 funeràries, 7 tallers de reparació d'automòbils i de material agrícola, 3 autoescoles, 11 paletes, 14 guixaires pintors, 4 fusteries, 5 lampisteries, 5 electricistes, 6 perruqueries, 4 veterinaris, 1 agència de treball temporal, 8 restaurants, 6 agències immobiliàries, 1 tintoreria i 3 salons de bellesa.
Dels 13 establiments comercials que hi havia el 2009, 1 era un supermercat, 3 fleques, 2 carnisseries, 2 llibreries, 1 una botiga d'electrodomèstics, 1 una botiga de material esportiu, 1 una perfumeria i 2 floristeries.
L'any 2000 a Saint-Georges-de-Reneins hi havia 63 explotacions agrícoles que ocupaven un total de 1.470 hectàrees.

## Equipaments sanitaris i escolars
L'únic equipament sanitari que hi havia el 2009 era una farmàcia.
El 2009 hi havia 1 escola maternal i 1 escola elemental. Saint-Georges-de-Reneins disposava d'un col·legi d'educació secundària amb 720 alumnes.

## Poblacions més properes
El següent diagrama mostra les poblacions més properes.